# ZEPETO
ZEPETO는 네이버의 자회사 네이버Z의 스노우에서 출시한 3D AR 아바타 제작 애플리케이션이다. 증강현실(AR)과 인공지능(AI) 기술을 접목해 사용자와 닮은 아바타를 만들 수 있다. 사진을 찍거나 휴대폰 내 저장된 사진을 불러오면 자동으로 가상의 캐릭터가 생성되며, 외형을 마음대로 커스터마이징 할 수 있으며 ZEPETO를 생성할 때 부여되는 코드로 팔로우도 가능하다. 현재 3억 명 이상이 사용하고 있는 애플리케이션이다.
2020년 5월 11일 ZEPETO를 물적 분할시켜 별도법인인 네이버 Z으로 분사했다.

## 명칭
'ZEPETO'라는 명칭은 피노키오를 만든 ZEPETO 할아버지의 이름에서 유래했다. 피노키오가 사람처럼 말하고 행동하고 생각하는 데서 영감을 받았으며 제페토 할아버지처럼 자신을 닮은 아바타 캐릭터를 창조하고 생기를 불어넣어 온라인에서 살아 숨쉬는 또 다른 나를 만들어 낸다는 상상 속의 일을 누구나 경험하도록 만들겠다는 취지로 명칭이 만들어졌다.

## 제페토 스튜디오
제페토가 구현하는 가상현실 내에서 착용 가능한 의상 등 다양한 아이템을 직접 제작하고 판매하여 수익을 창출할 수 있는 크리에이터 플랫폼이다. 제페토 내에서 사용할 수 있는 '젬'과 '코인'이라는 디지털 화폐를 통해 거래가 진행된다. 네이버Z 자체 크리에이터 플랫폼으로 2020년 4월 오픈되었다. 오픈 한달 만에 8억원 이상의 매출이 발생하였다. 참여한 크리에이터는 6만명이 넘었다.
이후 2021년 6월 기준 크리에이터 누적 가입자 수만 70만 명, 제출된 아이템만 약 200만개로 빠르게 성장했다.
제페토 스튜디오는 사용하기 쉬운 아이템 템플릿을 제공하기 때문에 전문적인 디자인 지식이 없는 비전문가도 어렵지 않게 작업할 수 있다. 템플릿을 이용하면 전문적인 모델링이나 3D 디자인 작업에 대한 지식 없이도 간단한 2D 그래픽 이미지를 수정해 제페토 아이템을 제작할  수 있다.

### 가상화폐
- 코인 : 게임 내 출석체크나 미션 등에 참여해 받을 수 있는 제페토의 가상화폐
- 젬 : 유저가 제페토에 실제 현금을 지불해 구입하는 제페토의 가상화폐

유저들이 코인과 젬을 얻는 방법은 다양하다. 출석체크를 통해 얻을 수 있고 퀘스트 메뉴를 이용하여 제페토 내 퀘스트를 통해서 얻을 수 있으며 퀘스트 메뉴 내 럭키를 통해 광고를 보고 얻는 방법도 있다.

### 콘텐츠
- 아이템: 제페토의 템플릿을 활용하여 2D 그래픽 이미지를 수정하는 작업을 하거나 전문적인 툴을 통해 아이템 제작이 가능하다. 이를 통해 가상 패션디자이너가 될 수 있다.  다양한 브랜드 콜라보레이션을 통해 현실세계의 다양한 브랜드를 제페토에서 만나 볼 수도 있다.
- 월드: 가상 공간으로 탐험이 가능하고 뿐만 아니라 타인과 소통이 가능하며 놀이를 통해 타인과 협력하고 경쟁할 수 있다. 월드는 Unity를 통해 직접 만들 수 있으며 다양한 API를 통해 서버 비용 걱정없이 무료로 다양한 월드 제작이 가능하다. 또한 직접 만들 월드 안에서 다양한 월드 상품을 판매할 수 있다. 이 판매를 통해 게임 내 수익창출이 가능하다.
- 라이브: 제페토 앱에서 캐릭터를 활용해 가상 인플루언서로서  실시간 소통 방송을 진행할 수 있다. 다양한 제스처와 수많은 가상배경을 제공한다. 하지만 현재는 베타버전으로써 권한이 있는 유저만 방송 진행이 가능하다.
- 빌드잇: 공간을 만드는 프로그램으로 무료로 사용 가능하지만 현재는 PC에서만 사용이 가능하다. 빌드잇을 통해 만든 공간을 월드에 공개할 수 있다. Windows와 Mac OS 두 가지 버전으로 제공하고 있다.

## 제페토 월드
네이버Z에서 제공하는 가상의 공간으로 제페토 유저들이 활동하는 공간이다. 로컬과 글로벌로 나뉘어져 있다. 유저들이 직접 방을 만들 수 있으며 그 방의 링크를 공유해 친구를 초대할 수 있다. 직접 만들지 않아도 빠른 입장을 통해 랜덤으로 접속이 가능하다. 제페토에서 직접 만든 공식월드도 있으며 공식월드 중 기업과 콜라보 한 월드도 존재한다. 공식 월드에 접속하면 다양한 미션이 주어지고 이를 성공함으로 코인이나 아이템 등을 얻을 수 있다. 월드 중 게임이 가능한 월드도 있다. 월드에 접속하면 음성대화와 채팅 기능 사용이 가능하여 같은 월드에 접속해 있는 유저와 소통을 할 수 있다. 또한 카메라 기능을 활성화 시켜 가상공간과 캐릭터를 사진과 영상으로 촬영하여 저장할 수 있다.
| 월드이름                           | 최초등록                            | 최신 업데이트                       | 월드 정보 |
| ---------------------------------- | ----------------------------------- | ----------------------------------- | --- |
| 헬로월드                           | 2021.03.17                          | 2021.03.17                          | 월드 튜토리얼 월드. 미션을 완료하여 아이템을 받을 수 있음. |
| 감옥탈출                           | 2019.09.09                          | 2019.09.09                          | 감옥을 배경으로 한 월드로 아이템과 비밀통로를 찾아 탈출하는 월드. 죄수와 경찰로 역할 분배가 가능 |
| 무릉도원                           | 22019.09.24                         | 2020.02.19                          | 전설의 무릉도원을 배경으로 한 월드. 구름에 탑승하는 콘텐츠 제공. |
| 무릉도원(밤)                       | 2019.10.14                          | 2019.10.14                          | 무릉도원 월드의 밤 버전. |
| 모험가마을                         | 2019.11.14                          | 2019.11.14                          | 판타지와 모험을 바탕으로 한 월드. 고블린이 등장하는 모험가 마을. |
| 모험가마을(밤)                     | 2019.11.25                          | 2019.11.25                          | 모험가 마을 월드의 밤 버전. 낮과 다르게 유니콘, 블루문, 슬라임 등장. |
| 미녀와 야수                        | 2020.02.06                          | 2020.02.06                          | 디즈니 콜라보 월드. 미녀와 야수를 모티브로 한 맵. 대형계단, 댄스 홀 등의 공간 구현. |
| 토이스토리                         | 2020.05.07                          | 2020.05.07                          | 디즈니, 픽사 콜라보 월드. 영화 '토이스토리4' 테마 맵. 영화 속 카니발을 배경으로 하며 슈팅게임 등 영화속 상황을 모티브로 한 콘텐츠 제공. 콘텐츠의 보상 제공. |
| 비치타운                           | 2019.08.21                          | 2020.06.10                          | 바다와 그 옆 도시를 배경으로 한 월드. 실제 바다에서 할 수 있는 콘텐츠들을 구현시켜 제공. |
| 비치타운(밤)                       | 2019.09.04                          | 2020.06.10                          | 비치타운 월드의 밤 버전. 낮과는 다른 분위기를 제공. |
| 오션크루즈                         | 2019.07.29                          | 2020.07.06                          | 수영장을 배경으로 한 월드. 워터슬라이드를 즐길 수 있으며 물총 싸움 콘텐츠도 제공. |
| Ice Cream                          | 2020.09.24                          | 2020.09.24                          | 아이돌 블랙핑크 콜라보 월드. 블랙핑크 'Ice Cream'곡의 뮤직비디오 세트장 구현. 비디오 촬영, 튜브 놀이터, 등 콘텐츠 제공. |
| LOUBI 월드 -디스코 -테라스 -부띠끄 | -2020.10.02 -2020.10.02 -2020.10.02 | -2020.10.02 -2021.12.31 -2022.03.04 | 크리스찬 루부탱 콜라보 월드. 디스코, 테라스, 부띠끄 월드가 있으며 이들을 루비 월드라 칭함. 디스코는 DJ Zimmer의 음악과 King Princess의 공연 등을 통한 댄스 파티 콘텐츠 제공. 테라스는 파리의 전경을 배경으로 함. 포털을 이용해 디스코, 부띠끄로 자유로운 이동 가능. 크리스찬 부루탱 신상 아이템을 착용해 볼 수 있는 월드. |
| 이상한 나라의 앨리스               | 2020.10.16                          | 2020.11.06                          | 디즈니 콜라보 월드. 디즈니 '이상한 나라의 앨리스'를 모티브로 한 맵. 마법의 물약 등 다양한 콘텐츠 제공. |
| 스누피하우스                       | 2020.07.17                          | 2020.12.01                          | 캐릭터 스누피 콜라보 월드. 스누피 캐릭터를 활용해 꾸며짐. |
| BT21 테마파크                      | 2019.02.26                          | 2020.12.02                          | BT21 콜라보 월드. BT21을 콘셉으로 한 테마파크. 롤러코스터, 카페 등 콘텐츠 제공. |
| BT21 테마파크 (밤)                 | 2019.03.25                          | 2020.12.02                          | BT21 테마파크 월드 밤 버전. 다양한 놀이기구 등 콘텐츠 제공. |
| 블핑하우스                         | 2020.07.29                          | 2021.12.06                          | 아이돌 블랙핑크 콜라보 월드. 블랙핑크 콘셉을 잡은 휴식처 공간 구현. |
| 블핑하우스(밤)                     | 2020.08.13                          | 2020.12.02                          | 블핑하우스 월드 밤 버전. 마니또, 홈파티, 촛불 켜진 야외식당 등 콘텐츠 추가 제공. |
| 쿠키런킹덤월드                     | 2021.01.14                          | 2021.01.22                          | 데브시스터즈 콜라보 맵. 데브시스터즈의 게임 '쿠키런킹덤'을 배경으로 한 월드. 게임의 '왕국' 공간이 표현되어 있으며 쿠키와의 만남, 과자 레이싱카 운전 등 다양한 콘텐츠 제공. |
| ITZY 사막                          | 2021.01.22                          | 2021.01.22                          | 아이돌 ITZY 콜라보 월드. ITZY의 노래 'NOT SHY' 뮤직비디오 세트장을 배경으로 함. 서바이벌 게임 콘텐츠와 레이스, 보물찾기 콘텐츠 제공. |
| 가든웨딩                           | 2019.05.22                          | 2021.03.23                          | 야외 결혼식장을 배경으로 한 월드. 결혼식 상황을 만들어 연출 가능. |
| 가든웨딩(밤)                       | 2019.05.29                          | 2021.03.23                          | 가든웨딩 월드의 밤 버전. |
| 플레이리스트                       | 2020.08.17                          | 2021.05.26                          | 웹드라마 채널 플레이리스트 콜라보 월드. 플레이리스트 웹드라마 중 트웬티트웬티의 공간 구현. |
| 공항                               | 2020.12.28                          | 2021.05.31                          | 공항을 배경으로 한 월드. 대합실, 기념품샵 공간 위치. 탑승 절차를 걸쳐 탑승 가능. 탑승 후 기내식과 음료 체험 가능. 포탈 활용하여 파티장으로 이동 가능. |
| 매직트리                           | 2021.06.10                          | 2021.07.28                          | 10층으로 이루어진 매직트리가 존재하는 판타지 게임 월드. |
| 인어공주                           | 2021.08.20                          | 2021.08.21                          | 디즈니 콜라보 월드. 디즈니 '인어공주'를 모티브로 한 맵. 음악 광장. 머메이드 샵 등 다양한 공간 제공. |
| 랄프 로렌 월드                     | 2021.08.27                          | 2021.08.27                          | 브랜드 랄프 로렌 콜라보 월드. 뉴욕을 배경으로 함. 브랜드 컬렉션 확인 가능. 보드타기 콘텐츠 제공. |
| 젠틀몬스터                         | 2021.09.07                          | 2021.09.07                          | 글로벌 아이웨어 브랜드 젠틀몬스터 콜라보 월드. 가상제품 착용 제공. 카페, 테라스 등 위치. |
| 아는형님                           | 2019.04.26                          | 2021.10.02                          | 아는형님 콜라보 월드. 교실 뿐만 아니라 촬영장 전체 부분 구현. 캐릭터화 된 출연진들 등장. |
| 캠핑                               | 2021.10.05                          | 2021.10.05                          | 캠핑장을 배경으로 한 월드. 캠프파이어, 낚시 등 다양한 콘텐츠 제공. |
| 힐링동산                           | 2021.10.08                          | 2021.10.08                          | 국립중앙박물관 콜라보 월드. 맵에 반가사유상 위치. 요가, 명상등의 활동 가능. |
| 지하철                             | 2020.03.11                          | 2021.11.04                          | 한국 지하철을 배경으로 한 월드. CU편의점 공간과 승강장의 버스킹 존 공간 위치. |
| 미드나잇 런웨이                    | 2021.11.12                          | 2021.11.12                          | 아디다스 콜라보 월드. 아이돌 ITZY 캐릭터를 통한 다양한 콘텐츠 제공. 아디다스 아이템 착용가능, 부스 이용가능 등의 콘텐츠 이용 가능 |
| 파티룸                             | 2021.05.31                          | 2021.11.30                          | 파티룸을 배경으로 한 월드. 포토존, 케잌, 가위바위보, 비밀의 방 등 다양한 콘텐츠 이용가능. |
| Galaxy House                       | 2021.07.16                          | 2021.11.30                          | 네온으로 꾸며진 하우스 가상공간 월드. 점프맵으로 슬라이드 이용가능. |
| 씽2게더                            | 2019.07.03                          | 2021.12.17                          | 뮤직 애니메이션 <씽2게더> 콜라보 월드. 2021년 12월부터 2022년 1월까지 오디션 이벤트 진행. |
| 배라 팩토리                        | 2021.12.23                          | 2021.12.23                          | 배스킨라빈스 콜라보 월드. 배스킨라빈스만의 스타일로 제작된 아이템 착용 및 구매 가능. 아이스크림 변신 기계를 통해 아바타가 아이크스림으로 변하는 체험 가능. 제한시간 내에 숲에서 재료를 구해 아이스크림케이크 만드는 콘텐츠 진행 가능                                                                                      |
| 제페토 어워드                      | 2020.12.10                          | 2022.01.07                          | 시상식을 배경으로 한 월드. 시상을 하거나 MC를 하는 등 체험 가능. 2022년 1월 벅스와 콜라보. |
| 타이니탄                           | 2022.01.21                          | 2022.01.21                          | BTS소속사 하이브와 콜라보한 월드. 방탄소년단의 캐릭터들과 함께하는 월드. 기간 한정으로 콘서트 관련 스페셜 굿즈, 상품을 디지털로 제작해 판매하는 특별 이벤트 진행. |
| CGV                                | 2022.01.28                          | 2022.01.28                          | CGV와 콜라보한 월드. 영화관 내외부를 가상공간으로 재현하였으며 티켓출력, 매점이용 등 활동 가능. |
| 스키점프                           | 2020.02.13                          | 2022.02.03                          | 직접 스키를 골라 리프트를 타고 스키점프를 체험하는 월드. 기록 측정을 통한 경쟁 가능. |
| 동물탐험대                         | 2021.07.21                          | 2022.02.08                          | 동물 친구들과 함께 여정을 떠나는 월드. |
| 유령의 집                          | 2019.10.24                          | 2022.02.10                          | 할로윈 파티를 주제로 한 유령의 집 테마의 월드. 빗자루를 타거나 보물을 찾는 등 활동 가능 . |
| 심야교실                           | 2019.08.02                          | 2022.02.10                          | 할로윈과 공포를 주제로 한 교실 공간 테마의 월드. |
| YG의 더 세임                       | 2021.1.08                           | 2022.02.16                          | YG 엔터테인먼트와 콜라보한 월드. 팬과 아티스트를 연결하는 공간으로 아티스트들의 MD 상품을 만나볼 수 있으며 YG 신사옥 건물 구경 가능. |
| NMIXX Island                       | 2022.02.25                          | 2022.02.25                          | JYP 엔터테인먼트 걸그룹 NMIXX와 콜라보한 월드. 7개의 빛을 찾아 NMIXX Island를 찾는 맵. |
| 구찌 가든 아키타이프 서울          | 2021.02.05                          | 2022.03.04                          | 구찌 콜라보 월드. 꾸준한 컬렉션 업데이트, 전시회 업데이트. 전시회 관람 가능. |
| 교실                               | 2020.03.31                          | 2022.03.11                          | 학교를 배경으로 한 월드. 교실, 과학실, 복도 등의 공간으로 이루어짐. CU 콜라보레이션 가상매장 오픈. |
| 학교옥상                           | 2022.03.11                          | 2022.03.11                          | 교실 맵과 포탈로 연결되는 월드. 거울셀카, 도시락 나눠먹기 등 다양한 활동 가능. |
| 드라이빙존                         | 2020.06.15                          | 2022.03.24                          | 직접 드라이브 체험 가능 월드. 현대차 SONATA 업데이트. |
| 다운타운(미래)                     | 2019.05.03                          | 2022.03.04                          | 현대차와의 콜라보 월드. 현대 모터스튜디오와 함께하는 미래도시. S-A1(도심항공교통) 시승체험 가능. |
| 마이하우스                         | 2022.01.05                          | 2022.04.08                          | 삼성전자와 콜라보한 월드. 삼성 제품 체험 가능 공간. 집의 테마를 선택하고 직접 꾸미기 가능. |
| 한강공원                           | 2020.11.12                          | 2022.04.15                          | 한강을 배경으로 한 월드. 나이키, 헤라, CU와 콜라보를 진행한 맵. |
| 벚꽃정원                           | 2019.04.03                          | 2022.04.29                          | 벚꽃과 정원을 주제로 한 월드. 양산 아이템을 활용할 수 있으며 각 나라의 전통 의상을 착용해볼 수 있는 맵. |
| 벚꽃정원(밤)                       | 2019.04.10                          | 2022.04.29                          | 벚꽃과 정원을 주제로 한 월드의 밤. 등불과 야경 즐기기 가능. |
| 롯데월드                           | 2021.10.21                          | 2022.04.09                          | 롯데월드와 콜라보한 월드. 놀이기구 탑승 등 다양한 활동이 가능한 맵. 누적 밤문자 수 500만 돌파. |
| 밀키웨이                           | 2019.06.12                          | 2022.05.26                          | 별자리, 은하수를 바탕으로 한 월드. 우주정거장, 무중력 공간 등으로 이루어짐. |
| 포시즌카페                         | 2021.03.01                          | 2022.03.08                          | 계절에 따라 테마가 바뀌는 월드. 이디야커피가 가상매장을 오픈. |
| 점프마스터                         | 2021.06.02                          | 2022.06.02                          | 장애물을 피해 정상까지 점프하는 점프맵으로 정상에 오르면 점프코인과 젬을 획득할 수 있는 월드. |
| 현대백화점면세점                   | 2020.04.07                          | 2021.11.08                          | 현대백화점면세점 콜라보 월드. 6월 5일 환경의 날 기념 이벤트, 2021년 9월 무역센터점 개점 3주년 이벤트 등을 진행. |

## 제페토 모바일

#### Jke
제페토 모바일에서는 만들기 기능을 통해 제페토 앱에서 제공하는 영상 템플릿에 자신의 캐릭터를 입혀 영상을 만들 수 있다.

#### 숏폼
제페토 모바일에는 숏폼 기능을 제공하며 자신의 캐릭터로 숏폼 콘텐츠를 만들어 공유할 수 있다. 이 폼을 통해서 다양한 챌린지들도 진행되며 기업이 주체하여 진행하는 숏폼도 존재한다.

#### 크루
제페토 모바일에는 크루라는 메뉴가 있다. 크루는 관심사 등에 따라 유저들이 모여 다른 SNS처럼 소통할 수 있는 기능이다. 크루 구성원들과 친목을 다질 수 있다. 또한 친해진 크루 구성원들과 월드에서 놀며 사진을 찍고 다양한 활동을 할 수 있다.

## 컨텐츠

### 제페토 드라마
제페토의 캐릭터를 영상화해 이야기를 전달하는 웹 드라마다. 보통 작품 한편 당 5~10분 사이로, 10대 제페토 사용자들이 직접 제작한다.
스톱모션으로 만드는 방법이 있는데 이는 캐릭터에 각 상황에 맞는 표정과 포즈를 지정한 뒤 화면을 촬영한 뒤 이어붙이는 방식이다. 유튜브에서 다양한 제페토 드라마를 찾아볼 수 있다. 제페토 앱 이용자와 드라마 구독자, 제작자가 대부분 10대이다 보니 학교를 배경으로 한 이야기가 특히 인기다. 인터넷 로맨스 소설과 줄거리와 전개가 비슷한 경우가 많으며 학생 로맨스 드라마의 조회수가 높은 편이다.

### 제페토 툰
제페토 모바일에서는 툰이라는 기능을 제공한다. 다른사람들이 만든 웹툰을 볼 수 있으며 직접 툰을 만들 수도 있다. 툰을 만들 경우 제페토에서 제공하는 배경, 효과, 말풍선 등을 이용하여 컷을 만들어 그 컷을 이어 하나이 툰을 완성 시키면 된다. 장르는 로맨스, 판타지, 학교, 꿀팁, 사연 등 다양하게 나뉘어진다.

## 해외 유세
일본에서는 2018년 9월 앱스토어 1위를 차지한데 이어 12월까지도 꾸준한 인기를 이어갔다. 중국에서도 전체 다운로드 차트에서 1위를 차지 한 기록이 있다.

2022년 3월 기준 누적 가입자 3억명 중 90% 이상이 해외 이용자로 확인됐다. 꾸준히 중국을 비롯한 아시아권 시장에서 강세를 나타내고 있다.

## 법인
네이버제트 USA
- 네이버제트에서 2020년 8월 11일 설립한 첫 해외 법인. 후에 지분 100%를 약 6억원에 사들여 해당 법인을 자회사로 편입. 네이버의 다른 자회사인 '스노우' 미국법인에서 근무하던 이정석씨가 대표를 취임.

네이버제트 중국법인
베이징 메타버스 중국 기술공사
- 네이버제트 중국법인이 대주주로 있으며 제페토 서비스를 목적으로 함.

자이자이 엔터테인먼트
- 자이자이는 중국어로 '在在'라 표기하며 이는 한국말로 '어디서나'라는 뜻. 자이자이 엔터테인먼트는 중국판 제페토 스튜디오인 '자이자이 스튜디오'를 운영하게 될 것으로 보임.

## 같이 보기
- 네이버
- 스노우